# Forges (dessinateur)
Pour les articles homonymes, voir Fraguas et Forges.
Antonio Fraguas de Pablo, dit Forges (né le 17 janvier 1942 à Madrid et mort le 22 février 2018 dans la même ville) est un auteur de bande dessinée et dessinateur de presse espagnol.

## Biographie

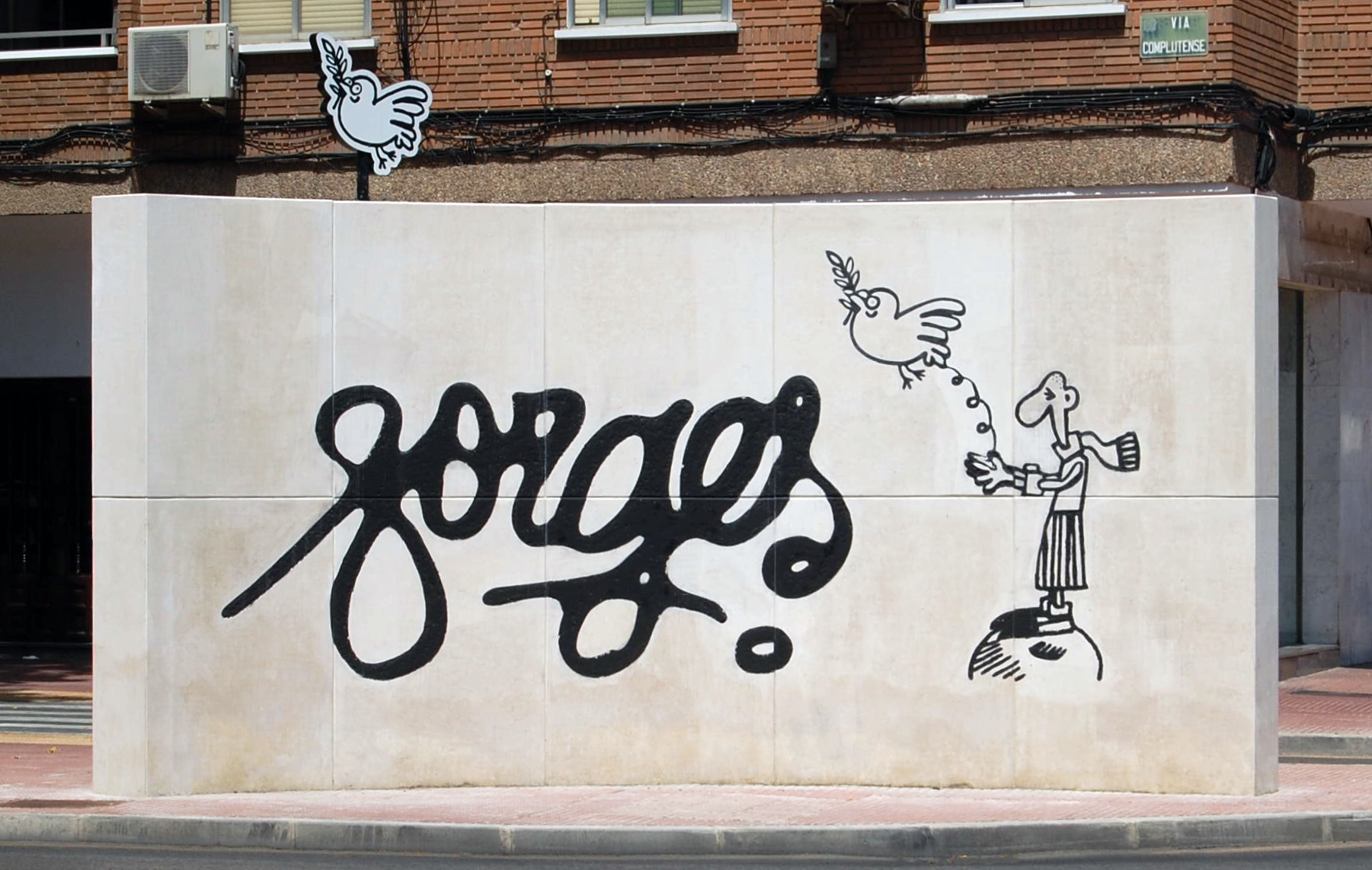
Monument aux Forges (Alcalá de Henares, 2021).

## Prix
- 2000 : prix international d'humour Gat-Perich, pour l'ensemble de son œuvre
- 2007 : médaille d'or du mérite du travail (es) (Espagne)
- 2010 : médaille d'or du mérite des beaux-arts (Espagne)[2]
- 2012 : prix Notaire de l'humour, pour l'ensemble de son œuvre
- 2014 : prix ibéro-américain d'humour graphique Quevedos, pour l'ensemble de son œuvre